# Канали (Авелино)
Канали је насеље у Италији у округу Авелино, региону Кампанија.
Према процени из 2011. у насељу је живело 76 становника. Насеље се налази на надморској висини од 699 м.